# Wiceprezydenci Republiki Macedonii

## Chronologiczna lista
| # | Imię i Nazwisko               | Portret | Kadencja         | Kadencja         | Partia polityczna | Partia polityczna |
| # | Imię i Nazwisko               | Portret | Od               | Do               | Partia polityczna | Partia polityczna |
| - | ----------------------------- | ------- | ---------------- | ---------------- | ----------------- | ----------------- |
| 1 | Lubczo Georgiewski (ur. 1966) |         | 27 stycznia 1991 | październik 1991 |                   | WMRO-DPMNE        |